# Nopal

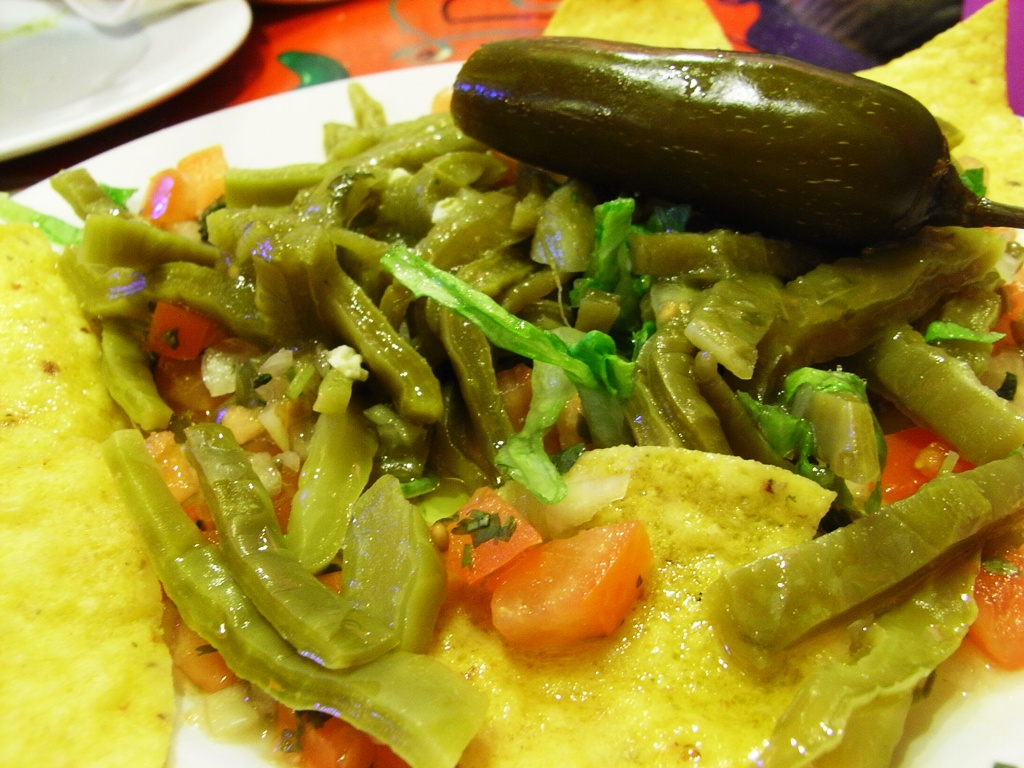
Insalata di nopal

Il nopal o nopale (dal termine nahuatl nōpalli, foglie, o da nōchtli, frutta) è una verdura tratta da giovani segmenti dell'opuntia, noti come cladodi, attentamente puliti per rimuovere le spine. Il nopal è particolarmente comune in Messico, suo paese d'origine.

## Descrizione
Le foglie più coltivate fanno spesso parte della specie nota come opuntia ficus-indica, nonostante siano commestibili le foglie di quasi tutte le specie di Opuntia.
I nopal sono in genere venduti freschi o imbottigliati e, meno spesso, essiccati. Usati per preparare i nopalitos, hanno un gusto leggero, dolce e sono croccanti, e mucillaginosi.
I nopal vengono spesso usati nella cucina messicana, accompagnati da uova, carne o taco. Sono un importante ingrediente anche della cucina del Nuovo Messico, e stanno diventando sempre più famosi anche oltreconfine, negli Stati Uniti.

## Benefici salutari
I nopal sono particolarmente ricchi di fibre alimentari insolubili e soprattutto solubili. Sono ricchi anche di vitamine (soprattutto vitamina A, vitamina C e vitamina K, ma anche di riboflavina e vitamina B6) e di sali minerali (soprattutto magnesio, potassio e manganese, ma anche ferro e rame). I nopal hanno un alto contenuto di calcio, anche se il nutrimento non è biologicamente disponibile in quanto sotto forma di ossalato di calcio, non altamente solubile né facilmente assorbibile dall'intestino. Il consumo di nopal riproduce anche gli effetti glicemici di un pasto variegato. I nopal hanno pochi carboidrati e possono aiutare nel trattamento del diabete.

## Importanza economica

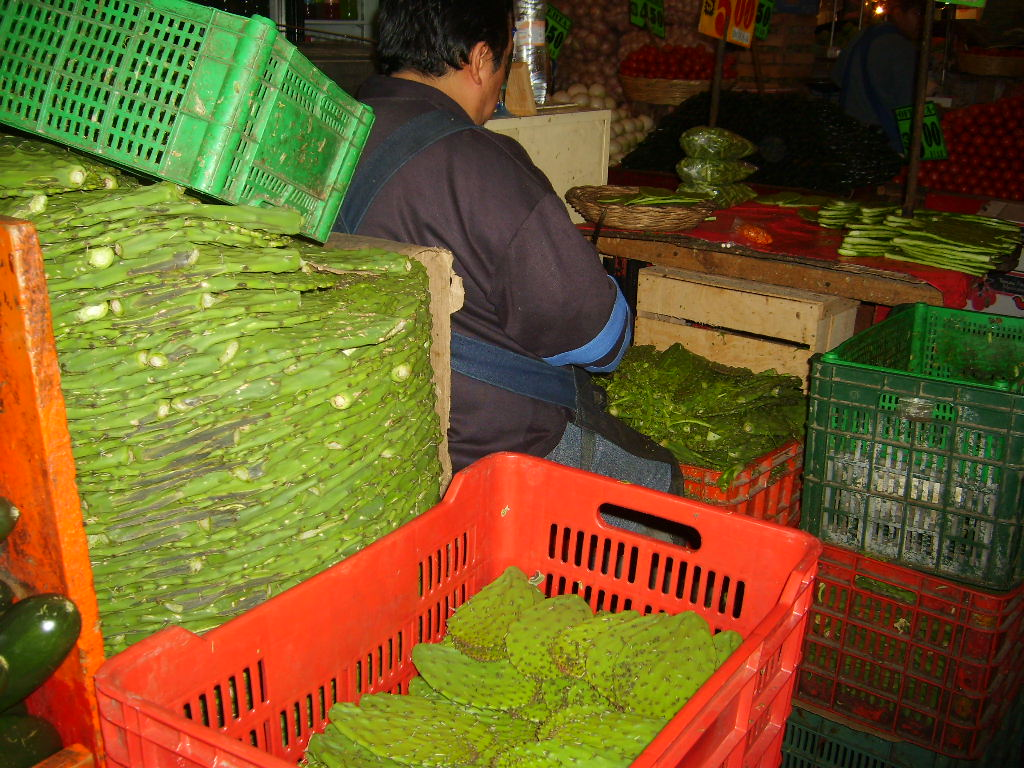
Mercante di nopal presso la sua bancarella al mercato di Città del Messico

Secondo la Reuters, circa 10 000 agricoltori coltivano nopal in Messico, producendo attorno ai 150 milioni di euro di incasso annuo. La scoperta in Messico nel 2006 di una falena che si ciba di cactus, la Cactoblastis cactorum, ha spaventato le autorità fitosanitarie dello Stato, dato che l'insetto avrebbe potuto potenzialmente devastare l'industria dei cacti.

## Galleria d'immagini

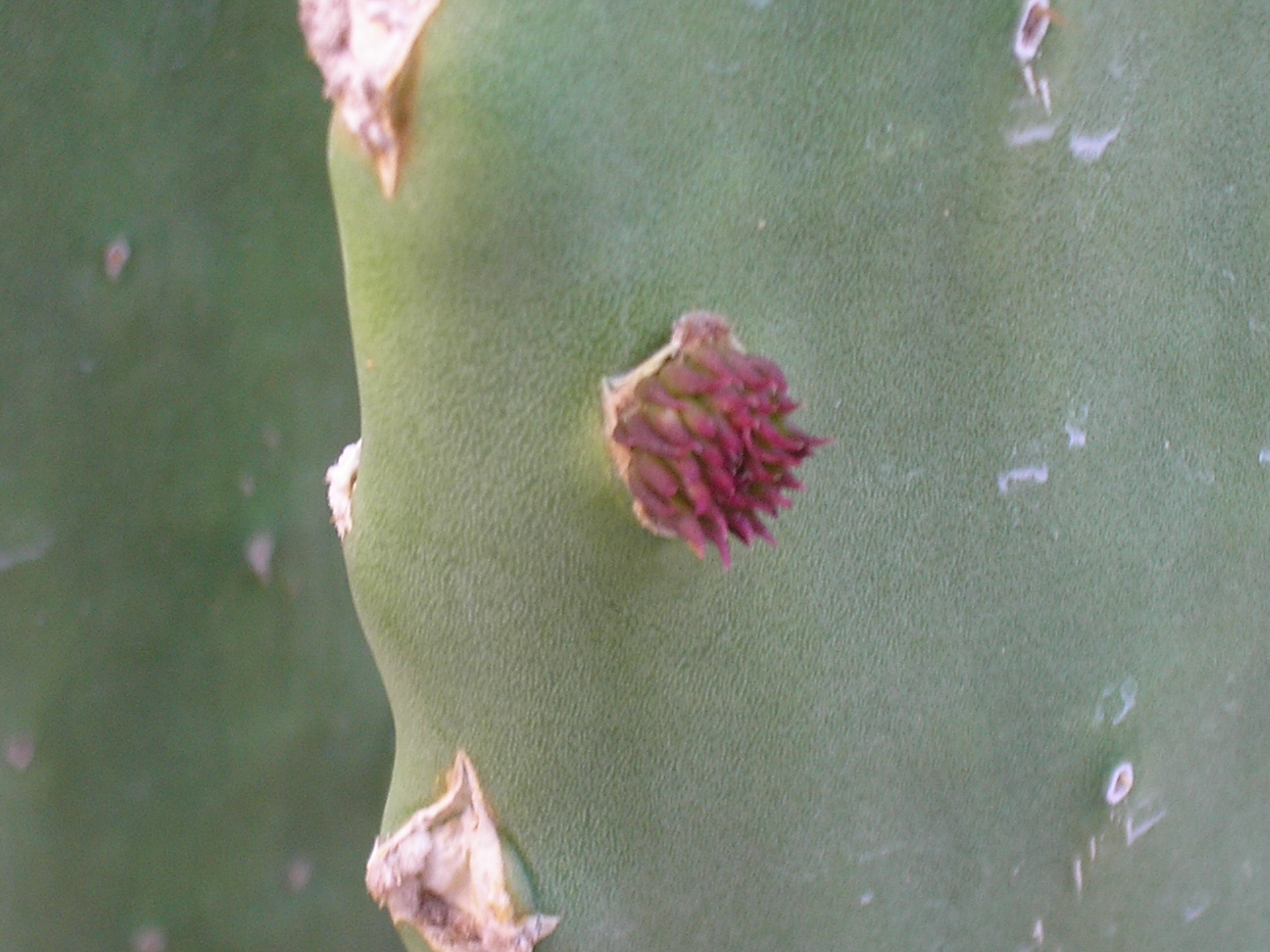
Germogli
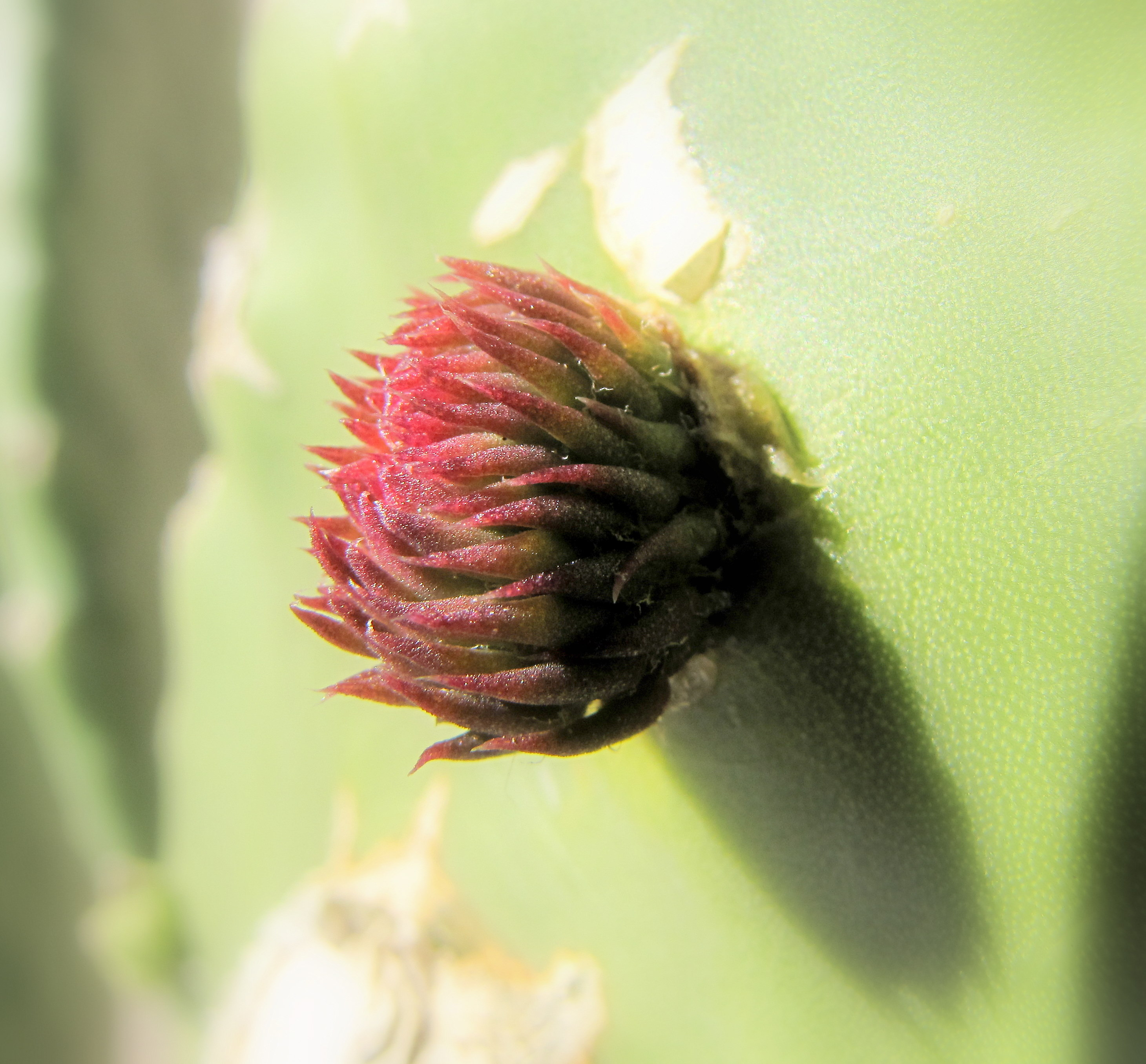
Inizia la crescita
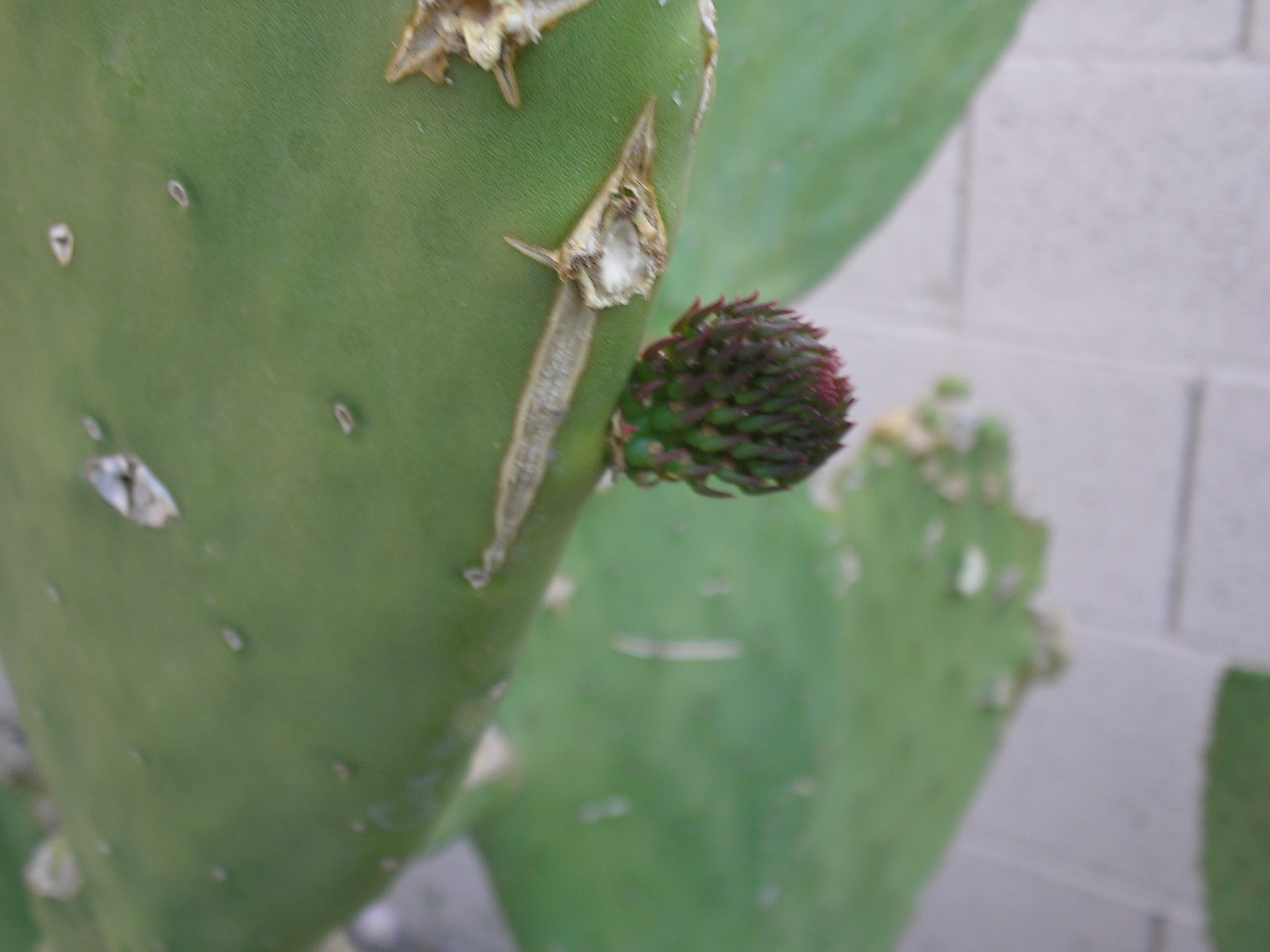
Continua la crescita
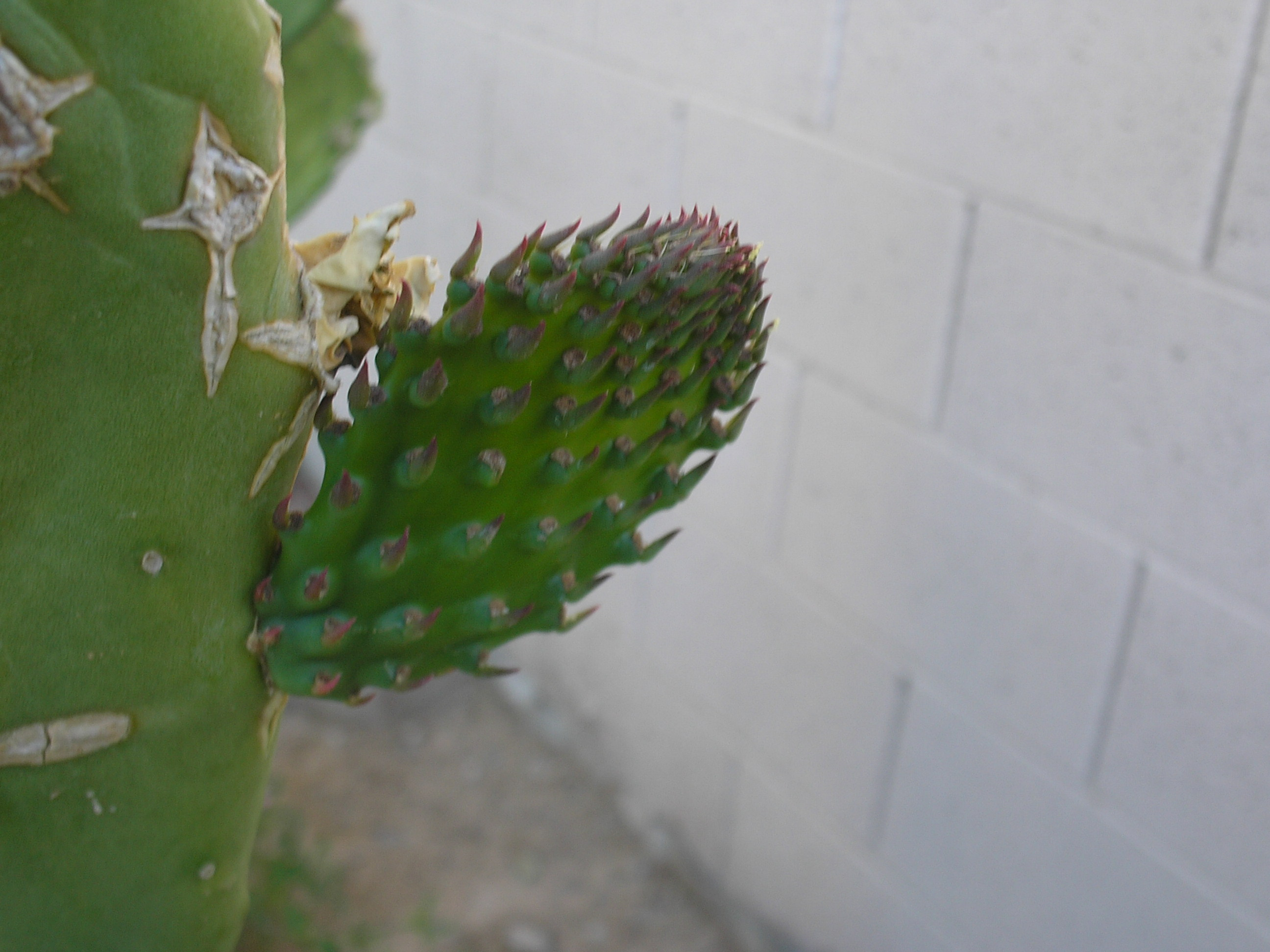
Apparizione di piccole foglie
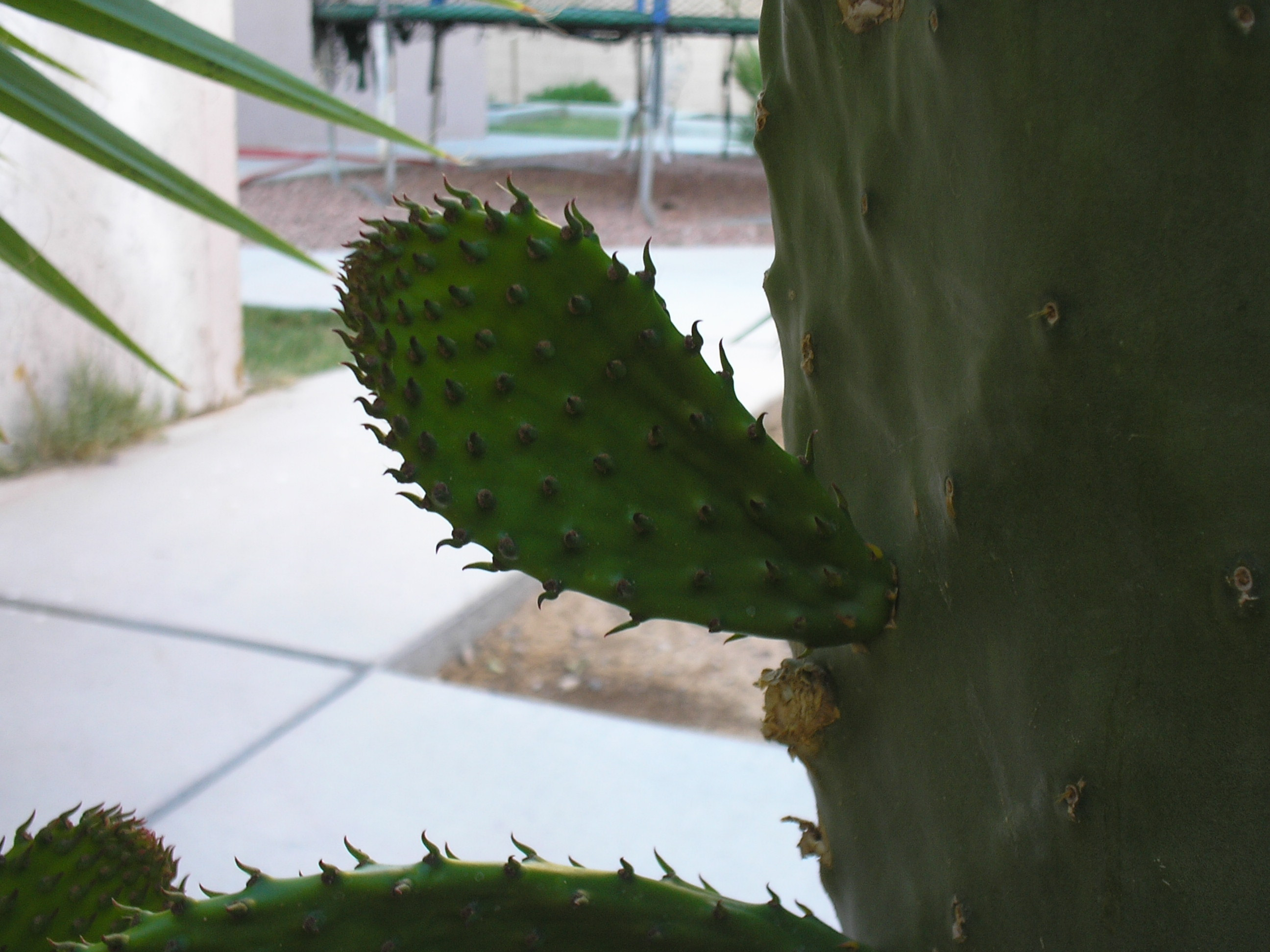
Proseguimento della crescita. Alcuni preferiscono mangiarle quando sono in questo stato
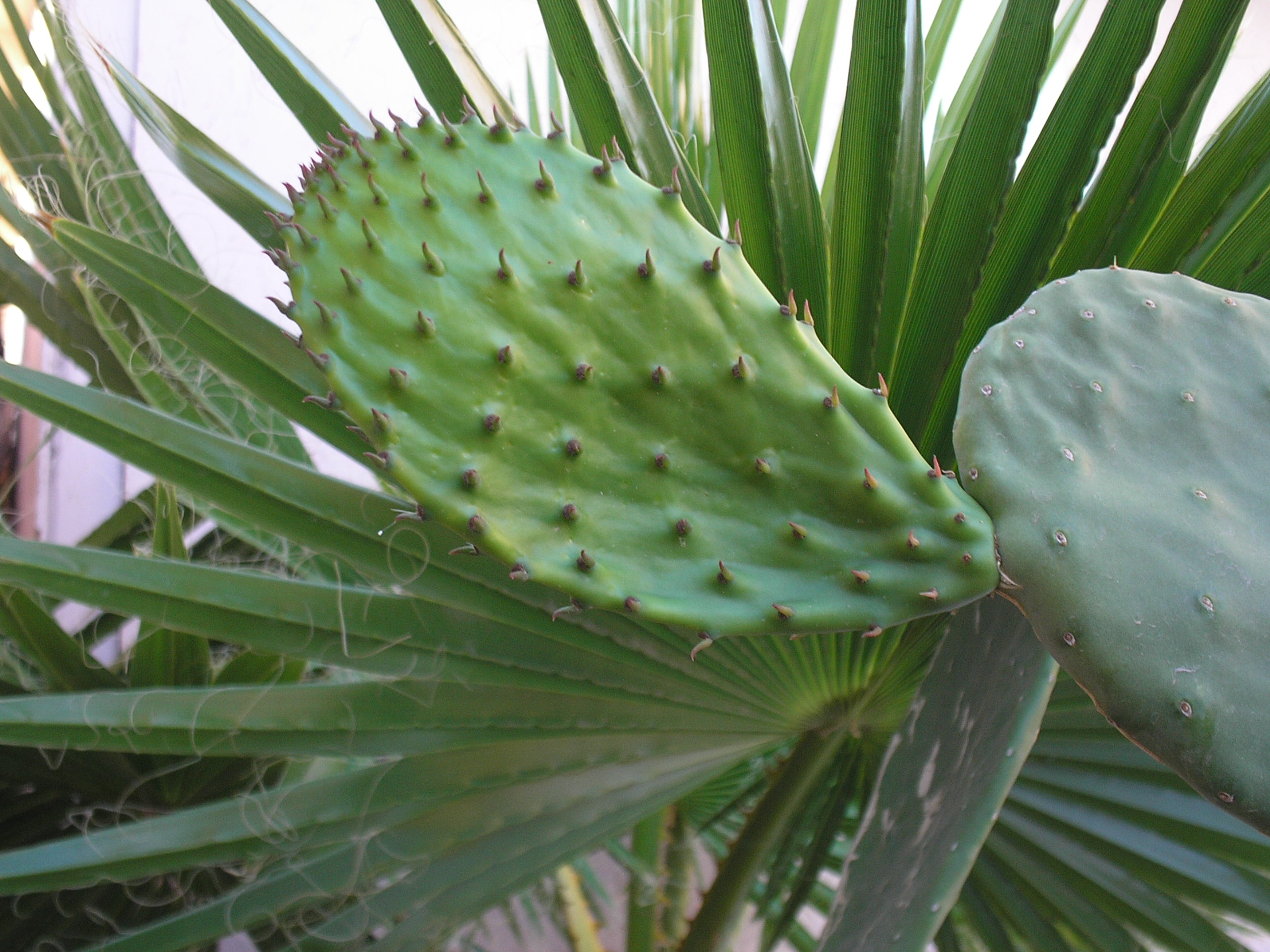
Foglia adulta. Queste foglie sono pronte per essere colte
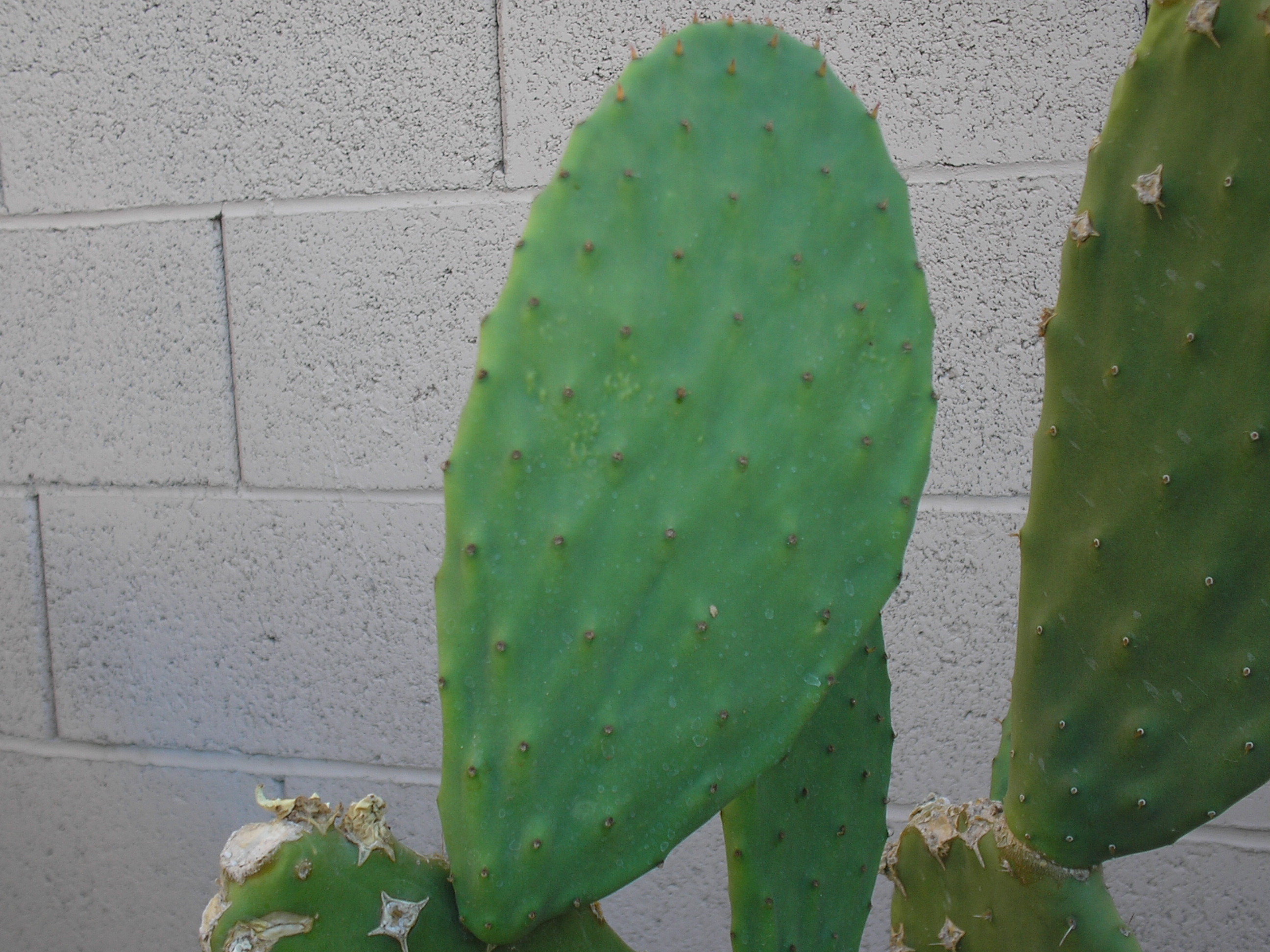
Inizia lo sviluppo delle spine. Alcuni le preferiscono in questo stato